# Strobilanthes formosana
Strobilanthes formosana är en akantusväxtart som beskrevs av Spencer Le Marchant Moore. Strobilanthes formosana ingår i släktet Strobilanthes och familjen akantusväxter. Inga underarter finns listade i Catalogue of Life.